# Amerika Square
Amerika Square (Πλατεία Αμερικής) è un film drammatico greco del 2016 diretto da Yannis Sakaridis.
Nel 2018 il film è stato proposto dalla Grecia per l'Oscar al miglior film in lingua straniera, ma non è stato candidato dall'Academy of Motion Picture Arts and Sciences.

## Trama
Nakos, un nazionalista greco con tendenze razziste, è un uomo disoccupato che ancora vive con i suoi genitori all'età di 38 anni. Guarda con disprezzo l'aumento degli immigrati nel suo condominio. Nel frattempo, il suo amico Billy, un tatuatore, si innamora della cantante africana Tereza, che desidera lasciare la Grecia. Anche Tarek, un medico siriano, cerca di fuggire dal paese con sua figlia. Le loro vite si intrecciano quando i piani di fuga di Tereza e Tarek vengono accidentalmente rovinati da Nakos.

## Premi
Al 57º Festival del cinema di Salonicco, ha ricevuto il premio FIPRESCI e il premio del comitato speciale, mentre Vassilis Koukalani ha vinto il premio al valore artistico per la sua interpretazione.

## Distribuzione
Il film è stato presentato in Italia al Trieste film festival.

## Accoglienza

### Critica
Il lungometraggio ha ricevuto diverse recensioni.